# Caria (Moimenta da Beira)
Caria ist eine Gemeinde (Freguesia) im portugiesischen Kreis Moimenta da Beira. In ihr leben 406 Einwohner (Stand 19. April 2021).